# Palmier sang-dragon
Daemonorops draco
Espèce
Classification phylogénétique
Le palmier sang-dragon (Daemonorops draco) est une espèce de plantes à fleurs de la famille des Arecaceae (les palmiers). Ce palmier lianescent et grimpant est originaire des régions tropicales du sud-est asiatique (Sumatra et Bornéo).
Il produit une résine rouge, nommée sang-dragon (jernang en indonésien), utilisée comme colorant et matière médicale.
Autres noms communs : Sang-dragon, palmier sang de dragon, palmier à résine rouge, rottang sang-dragon, palmier rotin. Localement, il est appelé rotan jernang (besar) en indonésien.

## Étymologie et histoire de la nomenclature
Le nom générique Daemonorops dérive du grec δαίμων daimon « divinité, démon » en raison des longues épines agressives portées par les tiges, et de ρωψ rops « buisson, arbuste ». L'épithète spécifique draco dérive du grec δρακων  drakôn « dragon ».
La première description botanique valide du taxon est l’œuvre de Willdenow, directeur du Jardin botanique de Berlin, dans la réédition de Caroli a Linné Species plantarum (v.2)  de 1799 (après la mort de Linné). Il nomme l'espèce Calamus draco qu'il renvoie à la description Palmajuncus draco de Rumphius (1627-1702). L’œuvre majeure de celui-ci, Herbarium amboinense, écrite à la fin du XVIIe siècle (et publiée post-mortem en 1741, mais avant l'œuvre de référence de Linné, Species plantarum 1753), fut produite dans des conditions très difficiles, sur le terrain dans l'île d'Ambon (archipel des Moluques, Indonésie).
Par la suite, en 1843, le botaniste germano-néerlandais, Blume, directeur du Jardin botanique de Bogor à Java, reclassa le taxon dans Daemonorops draco. Blume a fourni une contribution majeure à la classification des palmiers d'Indonésie.
Willdenow et Blume rapportent les genres Calamus et Daemonorops à l'ancienne classification de Linné des Hexandria (6 étamines), Monogyne (1 pistil).

## Synonymes
Selon The Plant List, les synonymes sont :
- Calamus draco Willd.
- Calamus draconis Oken
- Daemonorops propinqua Becc.
- Palmijuncus draco (Willd.) Kuntze

## Description

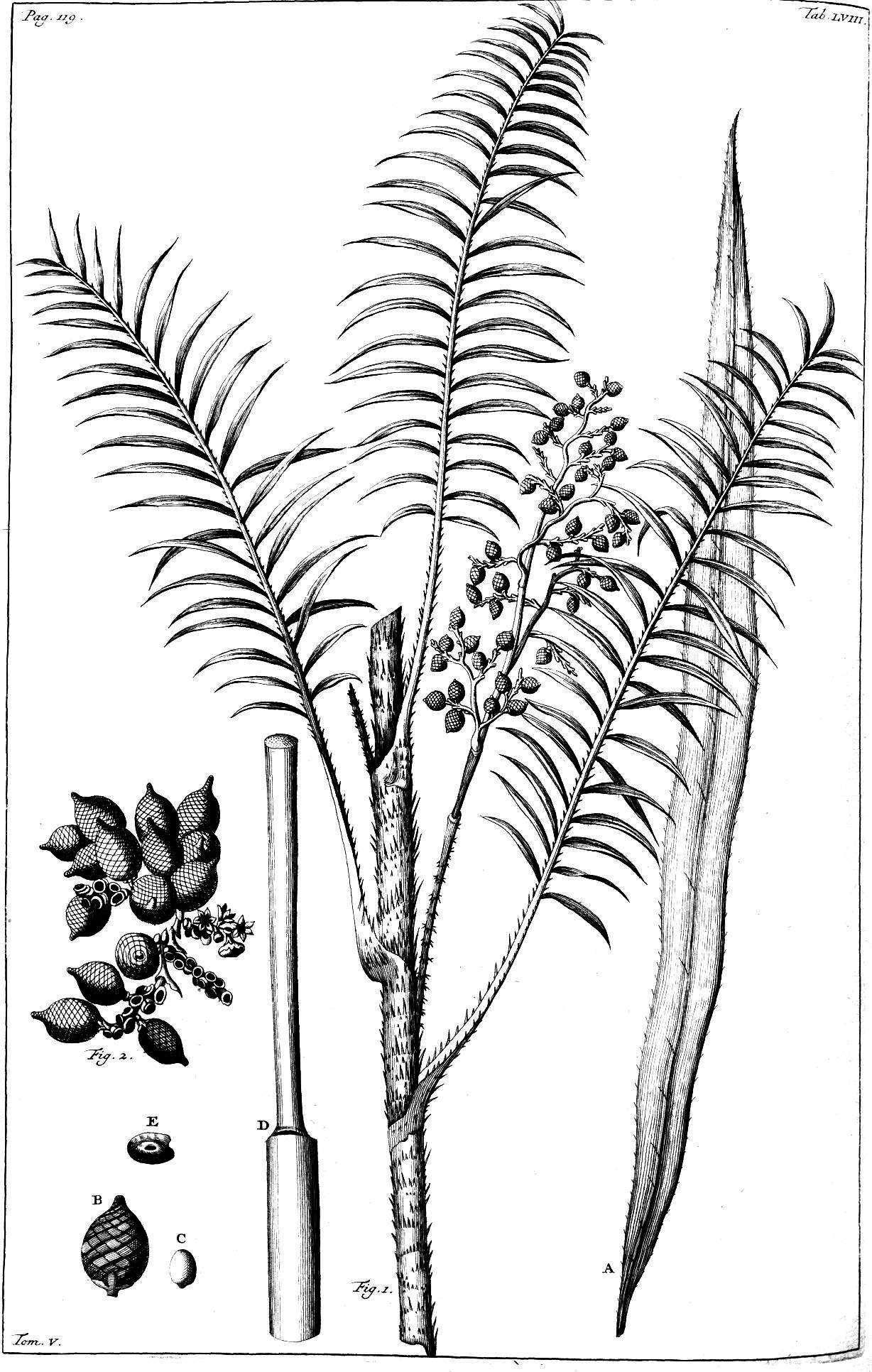
Illustration de Rumphius du palmier sang-dragon (qu'il nomme Palmijuncus Draco).
Fig. 1 A foliole, B fruit, C noyau, Fig. 2, grappe de fruits

Les jeunes plants de Daemonorops draco sont dressés et ont l'aspect d'un petit palmier élancé. Avec l'âge, la plante devient grimpante et utilise un arbre voisin comme support. Ils poussent en touffe de 5 à 20 individus.
La tige non ramifiée est couverte d'une multitude d'épines souples et aplaties de couleur foncée, se rejoignant à la base. Elle peut atteindre 15 m de long pour grimper dans la végétation environnante. Les internoeuds font 15-20 cm.
Les feuilles pennées font jusqu'à 3 m de long, avec un pétiole de 10 cm et des vrilles de 100 cm. Elles sont composées de folioles linéaires-lancéolées, alternes, mesurant de 30 à 45 cm de long et 4 cm de large. Le rachis des feuilles et la gaine foliaire ainsi que la marge des folioles sont hérissés de poils raides.
L'espèce est dioïque : chaque pied ne porte que des fleurs soit mâles soit femelles.
L'inflorescence latérale est incluse dans des spathes. Elle est pendante et fait jusqu'à 51 cm de long.
Les infrutescences (seulement portées par les pieds femelles) sont couvertes d'un indumentum détachable ferrugineux. Le fruit rouge est une baie arrondie, terminée en pointe, couvert de dix écailles, disposées en rangées verticales de la grosseur d'une cerise (1,3 cm)
Daemonorops draco commence à produire des fruits à l'âge de 2 ans, mais il ne commence à produire la résine jernang qu'à partir de l'âge de 5 ans. Il y a cinq autres espèces du genre Daemonorops à produire de la jernang de qualité mais celle de D. draco est la meilleure.
Daemonorops draco est proche de D. micracantha mais avec des épines de la gaine foliaire plus robustes et des folioles moins nombreux et plus larges.

## Aire de répartition
On retrouve le palmier sang-dragon en Indonésie et en Malaisie, plus précisément sur les îles de Sumatra (Jambi, Bengkulu) et de Bornéo (Sarawak, Kalimantan) et l'archipel Riau,.
Il croît en plaine dans les forêts primaires de dipterocarpus. Sans arbre de support lui convenant, il meurt. Dans la province de Jambi, district de Batanghari, les supports sont des chênes (Quercus elmeri), des duku (Lansium domesticum), des durians (Durio zibethinus), Eugenia sp. etc.
Il est cultivé dans les zones tropicales.

## Utilisations du sang-dragon

### Récolte

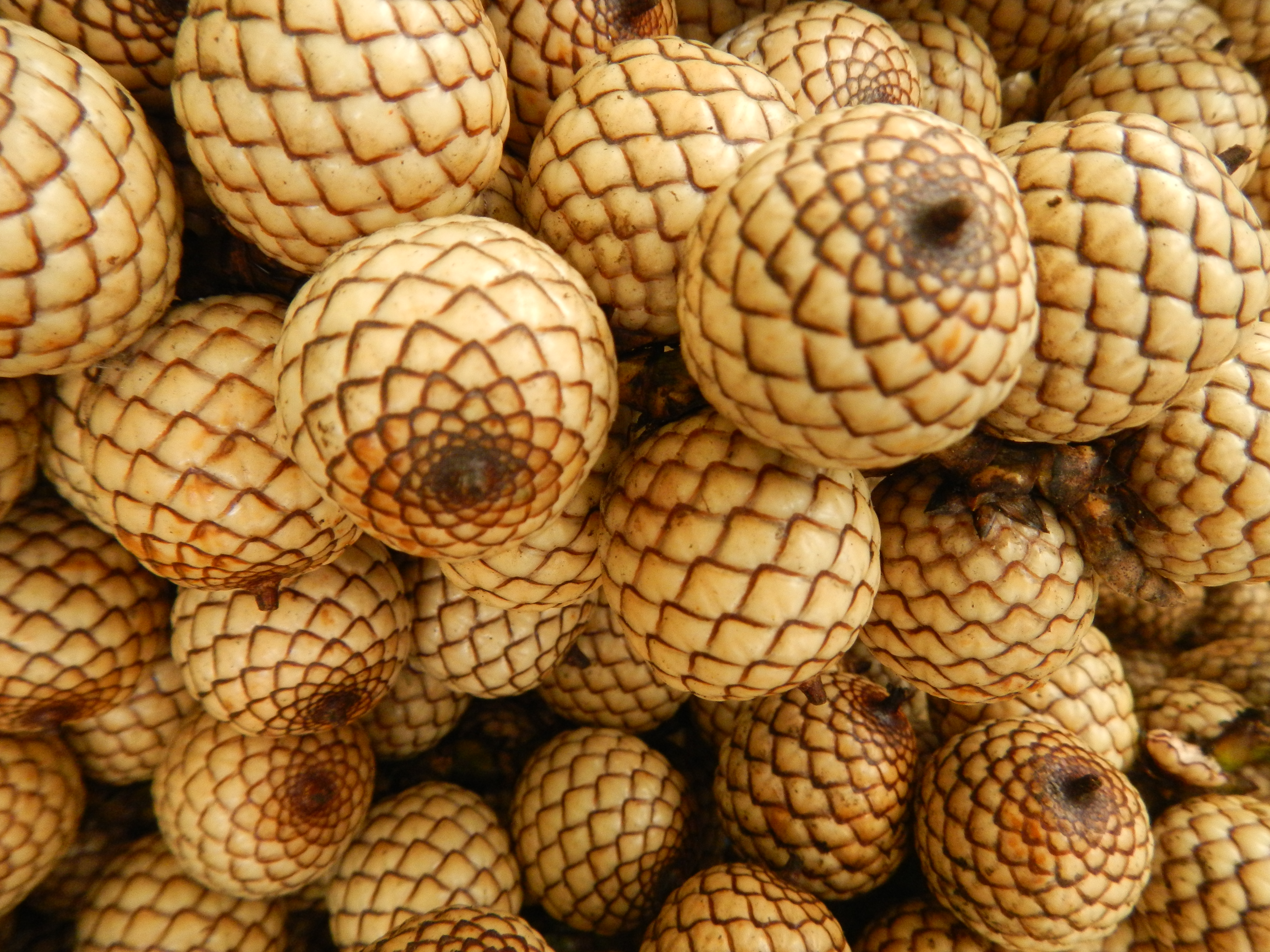
Fruits de Daemonorops draco

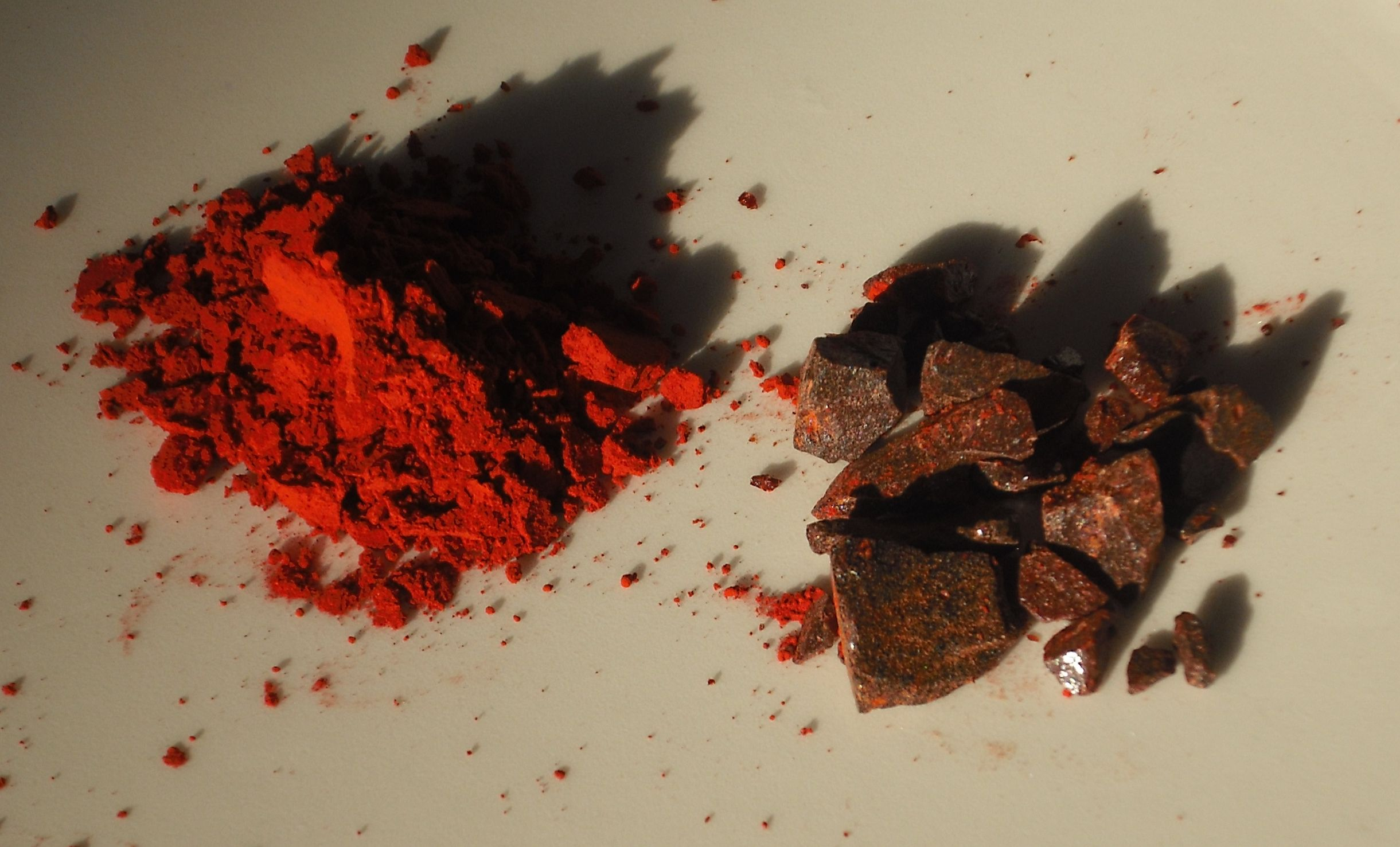
Sang-dragon

La substance résineuse de couleur rouge produite par cette monocotylédone lianescente est utilisée comme matière médicale et pigment coloré. La base anatomique de cette sécrétion n'a pas encore été décrite dans la littérature scientifique (Jura-Morawiec, Tulik, 2016).
La résine rouge foncé qui recouvre les fruits et les gaines foliaires de ce palmier, est récoltée localement sous le nom de « sève jernang » en Indonésie et exportée principalement vers la Chine. Elle est connue commercialement sous le nom de « sang-dragon » ou « dragon's blood ». Ce nom est aussi donné à des résines similaires obtenues à partir de plusieurs espèces différentes des genres Daemonorops, Dracaena, Pterocarpus et Croton. Le sang-dragon est soluble dans l'alcool.
Les fruits du palmier sang-dragon sont récoltés en forêt. Ses longues tiges peuvent être aussi récoltées pour faire du rotin.
Des communautés coutumières d'Indonésie comme les Talang Mamak, Anak Dalam ou Kubu, font grand usage de rotan jernang (Daemonorops draco). Ce sont des tribus semi-nomades se déplaçant dans le parc national de Bukit Tigapuluh  (Sumatra)
Ces communautés coutumières ramassent les fruits de D. draco et les font sécher au soleil. Ils les placent ensuite dans des paniers en rotin tressé, les pilent avec un pilon en bois, et les secouent pour détacher la résine. Puis ils les passent à travers un tamis de rotin pour récupérer la poudre sur une pièce de tissu. La poudre obtenue est mélangée avec de l'eau et malaxée en galettes ou bâtons.
Actuellement, l'extraction de la résine par voie sèche se fait en écrasant les fruits après les avoir exposés au soleil. La résine est séparée à l'eau chaude. Elle est préparée sous forme de granulés, de bâtons, de galettes ou de poudre. Le meilleur sang-dragon se présente sous forme de galettes cylindriques de 30-35 cm sur 2-2,5 cm d'épaisseur.
La meilleure méthode d'extraction est celle qui utilise le méthanol comme solvant. On laisse tremper 24 h les fruits dans ce solvant et on filtre.
La culture de D. draco se fait en faisant grimper la liane sur un arbre proche. Les fruits âgés de 6 à 7 mois sont les plus riches en résine (du moins pour la province de Jambi).
Une touffe de D. draco produit environ 50 kg de sang-dragon par an.
La résine de sang-dragon est aussi produite à partir de D. draconcellus Becc., D. mattanensis Becc., D. micranthus Becc., D. motleyi Becc., D. rubra (Reinw. ex Blume) Mart., and D. sabut Becc. Elle est exportée en Chine depuis 1800. En 2005, le prix atteignait 70 $US le kilo. Toutefois en Chine et au Japon, le sang-dragon produit par autre palmier rotin lianescent, le Calamus rotang, est préféré.

### Usages
Le sang-dragon est principalement utilisé comme pigment dans la préparation de vernis, de teintures, d'encres et de dentifrices. Il est utilisé en Asie sud-est pour teindre les paniers et les violons.
Il fait aussi partie de la pharmacopée traditionnelle chinoise, où on l'utilise pour contrôler les saignements et la douleur, pour activer la circulation sanguine et pour soigner les blessures et les contusions.
Les apothicaires chinois rapportèrent la résine importée du Daemonorops draco (麒麟竭 qilinjie) à une matière médicale d'un ouvrage du pharmacologue Li Shizhen, le Bencao gangmu 本草綱目, publié en 1593 à l'apogée de la pharmacologie chinoise. Cet ouvrage indique que cette matière médicale, le 骐驎竭 qilinjie (de qilin « licorne ») ou 血竭 xuejie, est bonne pour traiter les douleurs soudaines épigastriques et abdominales, qu'elle arrête le saignement d'une blessure, dissout les stases sanguines, soulage la douleur et favorise la régénération des chaires.

### Histoire
Rumphius (1627-1702) est le premier à avoir fourni une description et une illustration botanique du palmier sang-dragon. C'est un botaniste germano-néerlandais prélinnéen qui s'engagea dans la Compagnie néerlandaise des Indes orientales pour aller travailler en Indonésie (appelé à l'époque Indes orientales néerlandaises ou Indes). Il s'installe dans l'île d'Ambon en 1654 et rapidement se prend de passion pour la flore locale. Et malgré un glaucome, un tremblement de terre et un tsunami dans lesquels il perd sa femme et son fils et sans oublier l'incendie de sa bibliothèque, il arrive malgré tout, avec de l'aide, à rassembler un herbier d'Ambon, et à rédiger un ouvrage monumental Het Amboinsche kruidboek herbarum dans lequel il réunit des informations botaniques, géographiques et ethnographiques de premières importances sur 1 200 espèces.
Rumphius donne une description du palmier sang-dragon sur la base d'un spécimen venant de Palembang (côte sud-est de Sumatra), envoyé en 1694 par le sergent-major St. Martin (voir le texte original en latin et néerlandais (p. 114-118) et l'excellente édition critique, traduite en anglais Ambonese Herbal vol. III, p. 663, 2011). Il indique : « la plante qui produit cette gomme, je l'appelle en latin Palmijuncus Draco, en malais Rottang Djerenang, mais la sève qu'on en extrait, que ce soit sous forme de gâteaux ou de boulettes, je l'appelle Sanguis Draconis, en malais Djernang ou Djerenang, en makassar Jerenne » (le makassar est la langue parlée dans la province de Sulawesi du Sud).
Il décrit comment les indigènes de Sumatra récoltent les fruits mûrs tombés à terre, les secouent vivement dans un mortier à riz pour détacher la gomme superficielle, puis les chauffent et les malaxent en galettes. La poudre sèche détachée des fruits peut être longuement conservée dans des sacs. Les peintres la fixent avec une eau gommeuse, pour fabriquer une belle couleur rouge.
Avec les restes des fruits écrasés, les Indonésiens font aussi du sang-dragon. Ces restes qui contiennent toujours de la résine rouge, sont écrasés, malaxés à la chaleur d'un feu ou du soleil en forme de gâteaux carrés de 3 à 4 doigts de large.
Selon Rumphius (au XVIIe siècle), le sang-dragon était exporté en Chine par des commerçants chinois. Il fut ensuite exporté en Europe, via la Chine, à partir de 1800.
Selon son mode d'élaboration, le sang-dragon tiré du Daemonorops draco recevra des appellations différentes : (Heraud, 1884; Saint-Vincent & Marie, 1822-31):
- sang-dragon en olives, en globules, ou en roseau: ce sont de petites masses ovales, dures, d'une cassure peu brillante, entourées d'une feuille de Calamus et souvent vendues disposées en collier. Sous cette forme, c'est la qualité supérieure de la matière médicale.
- sang-dragon en masse ou en galettes : en soumettant les fruits à l'action de l'eau chaude ou de la vapeur, il est possible d'extraire plus de résine de moindre qualité. Rassemblés en pains plus ou moins volumineux, ils constituent le sang-dragon en masse ou en galettes.

### Composition chimique du sang-dragon

Dracorhodine

Le constituent rouge principal du sang-dragon du Daemonorops draco  est la dracorhodine (5-methoxy-6-methyl-2-phenylchromen-7-one). La couleur rouge est associée avec la base quinoïde des cations flavylium. Le profil du chromatogramme HPLC permet de distinguer les résines sang-dragon de Daemonorops draco, Dracaena draco et Dracaena cinnabari, les unes des autres : la dracorhodine est le composé rouge principal du premier, le dracoflavylium du second et le 7,4'-dihydroxyflavylium du troisième.
Autres constituents identifiés : nordracorhodine, (2S) 5-methoxy-6-methylflavan-7-ol, dracoalban, acide pimarique, acide abiétique etc. (Gupta, 2008).